# Anastrepha parishi
Anastrepha parishi är en tvåvingeart som beskrevs av Stone 1942. Anastrepha parishi ingår i släktet Anastrepha och familjen borrflugor. Inga underarter finns listade i Catalogue of Life.